# Tadeusz Miciński

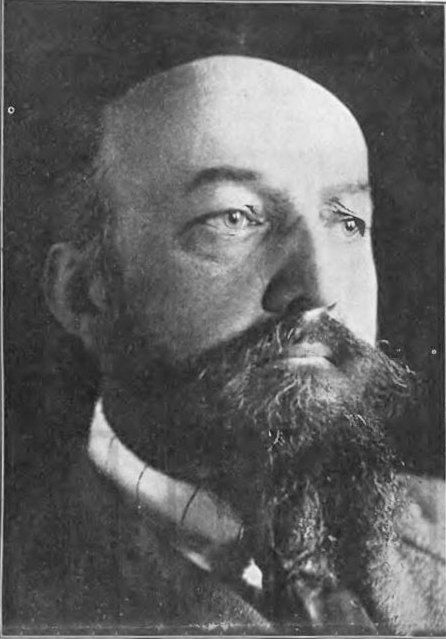
Tadeusz Miciński

Tadeusz Miciński (* 9. November 1873 in Łódź; † Anfang 1918 bei Tscherykau) war ein polnischer Schriftsteller.
Nach dem Besuch des Gymnasiums studierte Miciński an der Jagiellonen-Universität in Krakau, in Leipzig, wo er Vorlesungen von Wilhelm Wundt besuchte, und in Berlin. Hier lernte er den Schriftsteller Stanisław Przybyszewski kennen, mit dem er das Interesse für Satanismus und Dämonologie teilte.
Auf einer Spanienreise 1897 bis 1898 lernte er die spanische Literatur (Calderon) und Malerei (Goya) kennen und wurde von Wincenty Lutosławski in die Philosophie Platons eingeführt. In den folgenden Jahren war Miciński viel auf Reisen. Er traf sich in Zakopane mit Stanisław Witkiewicz, Tadeusz Nalepiński und Mariusz Zaruski und berichtete während der Balkankriege als Korrespondent der Zeitschrift Świat aus Petersburg, Rom, Stockholm und Sofia.
Bei Ausbruch des Ersten Weltkrieges wurde er in Russland interniert und kam zunächst nach Kaluga, später nach Moskau und Sankt Petersburg. Schließlich war er Offizier im Korps von General Józef Dowbor-Muśnicki. Bei der Rückreise nach Polen wurde er bei Tscherykau von unbekannten Tätern ermordet.
Als Schriftsteller debütierte Miciński 1896 mit dem Poem Łazarze und der Erzählung Nauczycielka. 1902 erschien die Gedichtsammlung W mroku gwiazd. 1905 folgte das Drama Marcin Luba (mit Ignacy Maciejowski). Neben weiteren Dramen veröffentlichte Miciński die Romane  Nietota. Księga tajemna Tatr (1910) und Xiądz Faust (1913) und den Erzählungsband Dęby czarnobylskie. Das Drama Kniaź Patiomkin machte in Warschau bei seiner Aufführung durch Leon Schiller mit der Musik von Karol Szymanowski großen Eindruck.

## Werke
- Łazarze, 1896
- Nauczycielka. Nowela, 1896
- W mroku gwiazd. Poezje, 1902
- Noc rabinowa, 1903
- Marcin Luba, Drama in vier Akten, 1905
- Do źródeł duszy polskiej, 1906
- Kniaź Patiomkin, 1906 (UA in Warschau 1925)
- W mrokach zlotego pałacu, czyli Bazylissa Teofanu, Tragödie, 1908 (UA 1967 in Poznań)
- Nietota. Księga tajemna Tatr, 1910
- Dęby czarnobylskie, 1911
- Walka o Chrystusa, 1911
- Xiądz Faust, 1913
- Widmo Wallenroda. Poemat, 1914
- Termopile polskie, 1914 (UA Gdańsk 1970)
- Wita. Powieść posth. 1926
- Mené - Mené - Thekel - Upharisim, post. 1931